# Río Cojímar
Río Cojímar är ett vattendrag i Kuba.   Det ligger i provinsen Havanna, i den västra delen av landet, 10 km öster om huvudstaden Havanna.